# Quick time event
Quick Time Events (QTE) — элемент компьютерных игр. Обычно QTE представляют собой сцены, во время которых игрок должен в определенный момент выполнить какие-либо действия с контроллером. Почти во всех ситуациях невыполнение QTE отрицательно сказывается на происходящем (например, в «Dead Space», если игрок не успевал выполнять разнообразные QTE, то каждый провал приводил к смерти; в Heavy Rain провал в QTE приводил к гибели ключевых персонажей). Пионером в плане QTE можно назвать игру Dragon’s Lair.
Часто используется в аркадах. Система более характерна для игровых приставок, чем для игр на персональных компьютерах.
К достоинствам системы QTE можно отнести всплески адреналина во время этих сцен. Также если должным образом создать атмосферу страха (в ужасах), внезапное QTE сильно пугает игрока. В отдельных случаях при должной атмосфере игры у него может возникнуть желание отчаянно бороться за жизнь героя. К недостаткам можно отнести опосредованность управления, невозможность использовать QTE в сетевых играх в боях между игроками.
Одной из первых игр использующих QTE была Time Gal (1985 год).
Для обеспечения доступности игр людям с ограничениями моторики разработчики могут добавить возможность отключить QTE в настройках.

## Критика
QTE вызвали смешанную реакцию среди игроков и журналистов. С одной стороны, правильно подобранные и сбалансированные QTE, подобные тем, что использовались в Shenmue, могут органично и незаметно вплетаться в повествование и развитие событий, позволяя незаметно переходить из катсцен в управление и вовсе исключить паузы, необходимые на загрузку игровых данных. С другой стороны, QTE также рассматривают как плохое дизайнерское решение, заставляющее игрока повторять отдельные игровые отрезки для того, чтобы идеально выполнить QTE и продвинуться дальше. Часто QTE называют «проклятием игр», так как их наличие часто прерывает естественный ход сюжета и ограничивает влияние игрока на игровую обстановку всего лишь несколькими кнопками, превращая развлечение в монотонную работу.
QTE часто используются для драматизации катсцен, вовлечения игрока в сюжет, дабы он не потерял интерес к игре во время неинтерактивных вставок, как например это сделано в Resident Evil 4, в которой повествование сюжета перемежается с QTE, из-за которых игрок не может пропустить кат-сцены. Однако использование подобных приёмов часто критикуются из-за того, что игрок, не ожидая никаких интерактивных событий, пропустит QTE, из-за чего ему придётся «пересматривать» кат-сцену заново, чтобы продвинуться дальше. Из-за этого фразы «Нажмите X, чтобы не умереть» или «Нажмите X, чтобы победить» стали синонимами явления QTE в играх. Подчас активное использование QTE в кат-сценах только отвлекает внимание и мешает вовлечению игрока в сюжет.
Другой проблемой QTE стало выражение сложных эмоций в происходящем с помощью нажатия одной кнопки, что нивелирует весь драматизм сцены. Ярким примером подобного злоупотребления стала Call of Duty: Advanced Warfare, в одной из сцен которой игроку предлагается «нажать кнопку F, чтобы почтить память» павшего солдата на похоронах. Подобные приёмы признаны плохим решением в подаче сюжета, так как такие сцены могут быть проиграны без каких-либо действий игрока, из-за чего смысл использования таких QTE отсутствует.